# Гомоянізм
Гомоянізм (дав.-гр. ὁμοούσιον , від ὁμός , homós, «те саме» та οὐσία , ousía, «буття» або «сутність») — християнський богословський термін, який найбільше використовується в Нікейському символі віри для опису Ісуса (Бога-Сина) як «однакового за буттям» або «однакового за сутністю» з Богом Отцем (ὁμοούσιον τῷ Πατρί). Пізніше той самий термін був також застосований до Святого Духа, щоб позначити Його як «одного по суті» з Отцем і Сином. Ці поняття стали наріжними каменями теології в нікейському християнстві, а також представляють одну з найважливіших теологічних концепцій у тринітарному доктринальному розумінні Бога.

## Термінологія
Термін ὁμοούσιον, форма знахідного відмінка ὁμοούσιος (homoousios, «єдиносубстанційний») був прийнятий на Першому Нікейському соборі (325 р.) з метою прояснення онтології Христа. З грецького оригіналу цей термін був перекладений на інші мови. У латинській мові, в якій відсутня дієприкметник теперішнього часу дієслова 'бути', зустрічаються два основних відповідні варіанти. Оскільки аристотелівський термін ousia зазвичай перекладався латиною як essentia (сутність) або substantia (субстанція), грецький термін homoousios, отже, був перекладений на латинську мову як coessentialis або consubstantialis, звідси англійські терміни coessential і consubstantial. Деякі сучасні вчені кажуть, що homoousios правильно перекладається як coessential, тоді як consubstantial має набагато ширший спектр значень. Книга загальних молитов передає цей термін як «бути однієї субстанції з Отцем».
З ὁμοούσιος (сумісний) також було виведено теологічний термін ὁμοουσιότης (соесенціальність). Його використовували грекомовні автори, як-от Дідим Олександрійський та інші теологи.

## Донікейське використання
Термін ὁμοούσιος використовувався до його прийняття Першим Нікейським собором. Гностики були першими, хто використав слово ὁμοούσιος , тоді як до гностиків не залишилося й сліду його існування.  ранньої церкви, ймовірно, були інформовані про цю концепцію, а отже, і про доктрину еманації, яку навчали гностики. У гностичних текстах слово ὁμοούσιος вживається в таких значеннях:
- Ідентичність речовини між генератором і виробленим.
- Тотожність субстанції між речами, породженими однією і тією ж речовиною.
- Тотожність субстанції між партнерами сизигії.

Наприклад, Василід, перший відомий мислитель-гностик, який використав ὁμοούσιος у першій половині ІІ століття нашої ери, говорить про потрійне синівство, єдине з богом, який не є. Валентиніанський гностик Птолемей говорить у своєму листі до Флори, що природа доброго Бога — породжувати й породжувати лише істот, подібних до Нього й єдиних із ним. Термін ὁμοούσιος вже використовувався гностиками ІІ століття, і завдяки їхнім працям він став відомий ортодоксальним єресіологам, хоча це гностичне використання терміна не мало посилання на конкретні відносини між Отцем і Сином, як це має місце в Нікейському символі віри. 

## Прийняття в Нікейському символі віри
Нікейський символ віри є офіційною доктриною більшості християнських церков — Католицької церкви, Східної православної церкви, Орієнтальної православної церкви, Церкви сходу та Англіканської церкви, а також лютеранської, реформатської, євангельської та більшості основних протестантських церков – стосовно до онтологічного статусу трьох осіб або іпостасей Трійці: Отця, Сина і Святого Духа.
Оріген, здається, був першим церковним письменником, який використав слово homoousios у нетринітарному контексті, але в його працях очевидно, що він вважав божественність Сина меншою, ніж божественність Батька, оскільки він навіть називає Сина «істота». Саме Афанасій Александрійський і Нікейський собор вважали, що Син має точно таку ж сутність з Отцем, а в Нікейському символі віри Син був проголошений таким же незмінним, як і його Батько.
Хоча часто можна зустріти твердження, що Ориген та інші ранні апологетні отці Церкви дотримувалися субординаціоністських поглядів, Іларія Рамеллі обговорював «антисубординаціонізм» Орігена.
І Нікейський , і Афанасіївський символ віри визнають Сина як народженого від свого Отця і рівного йому. Якщо так, то багато концепцій Святої Трійці, здавалося б, вже існували відносно рано, в той час як конкретна мова, яка використовувалася для підтвердження доктрини, продовжувала розвиватися.
Деякі теологи віддавали перевагу використанню терміна ὁμοιούσιος (homoioúsios або альтернативна форма ὁμοιοούσιος homoiοoúsios; від ὅμοιος, hómoios, «подібний», а не ὁμός, homós, «той самий, загальний»)  для того, щоб підкреслити відмінності між трьома особами в Божестві, але термін homoousion став послідовним знаком нікейської ортодоксії як на Сході, так і на Заході. Відповідно до цієї доктрини, Ісус Христос є фізичним проявом Логосу (або Слова), і, отже, володіє всіма притаманними, невимовними досконалістю, які релігія та філософія приписують Верховній Істоті. У мові, яка стала загальновизнаною після Першого Константинопольського собору в 381 році нашої ери, три різні і нескінченні іпостасі, або божественні особи, Отець, Син і Святий Дух, повністю володіють однією і тією ж божественною ousia.
Це вчення було сформульовано в IV столітті, під час аріанської суперечки про христологію між Арієм і Афанасієм. Кілька окремих гілок аріанства, які іноді суперечили одна одній, а також пронікейському гомоусійському віровченню, можна приблизно розбити на такі класифікації:
- Гомоусіанізм (від ὅμοιος , hómoios, «подібний», на відміну від ὁμός , homós, «той самий, загальний»), який стверджував, що Син був «подібним за сутністю», але не обов’язково ототожнювався з сутністю Отця.
- гомеїзм (також від ὅμοιος ), який проголошував, що Син подібний до Бога Отця, без посилання на сутність чи сутність. Деякі прихильники гомеївських формул також підтримали один з інших описів. Інші гомеяни заявляли, що батько був настільки незрівнянним і невимовно трансцендентним, що навіть ідеї подібності, подібності чи тотожності за субстанцією чи сутністю з підлеглим Сином і Святим Духом були єретичними і не виправдовувалися Євангеліями. Вони вважали, що Батько в певному сенсі like до Сина, але навіть говорити про ousia було нахабною спекуляцією.
- Гетероузіанство (включаючи аномейство), яке вважало, що Бог Батько і Син були різними за субстанцією та/або атрибутами.

Усі ці позиції та майже незліченна кількість варіацій, які розвинулися в IV столітті, були рішуче й завзято протистояли Афанасію та іншим пронікейцям, які наполягали на доктрині однорідності чи гомоянізмі, зрештою переважаючи в боротьбі за визначення цього як догма про все ще об’єднані Західну та Східну Церкви протягом наступних двох тисячоліть, коли її використання було підтверджено Першим Константинопольським собором. Боротьба за розуміння божественності Христа була не лише справою Церкви. Римський імператор Феодосій опублікував едикт перед Константинопольським собором, в якому оголошував, що Нікейський символ віри є законною доктриною, а ті, хто протистоїть йому, є єретиками.
Також було сказано, що термін гомоянізм, який підтримував Афанасій і який був ратифікований в Нікейському соборі та Символі віри, насправді був терміном, який, як повідомляється, також використовувався та схвалювався савелійцями у своїй христології. Це був термін, який багатьом послідовникам Афанасія було насправді незручно. Заперечували, зокрема, так звані напіваріани. Їх заперечення проти цього терміну полягало в тому, що він вважався «небіблійним, підозрілим і має савелліанську тенденцію». Це сталося тому, що Савеллій також вважав Батька і Сина «одною субстанцією», що означає, що для Савеллія Батько і Син були «одною істотною Особою», хоча діють як різні особи, ролі або способи. Це уявлення, однак, було також відкинуто на Нікейському соборі на користь Афанасіївського символу віри, який вважає Батька і Сина різними, але також рівноправними, одновічними та єдиними божественними особами.